# Peromyia trifurcata
Peromyia trifurcata är en tvåvingeart som beskrevs av Boris Mamaev 1998. Peromyia trifurcata ingår i släktet Peromyia och familjen gallmyggor. Inga underarter finns listade i Catalogue of Life.